# Atrani
Atrani est une commune italienne de la province de Salerne, dans la région de Campanie. En 2019, elle compte 841 habitants.
L'une des plus célèbres routes en corniche du monde, percée en 1840, épouse les courbes du littoral amalfitain pour desservir les hameaux côtiers, dont Atrani. Celui-ci est longtemps la banlieue privilégiée des nobles d'Amalfi. Aujourd'hui, ce lilliputien (0,12 km2) est entré dans le club fermé des plus beaux villages d'Italie. Il continue de vivre au rythme des marées. Chaque soir, au départ des pêcheurs, la mer se constelle des lumières des lanternes des barques.
Atrani fait l'objet de plusieurs travaux de renom de l'artiste graphiste néerlandais Maurits Cornelis Escher (1898-1972).

## Administration
| Période                                  | Période | Identité | Étiquette | Qualité |
| ---------------------------------------- | ------- | -------- | --------- | ------- |
|                                          |         |          |           |         |
| Les données manquantes sont à compléter. |         |          |           |         |

### Communes limitrophes
Amalfi, Ravello, Scala.

## Galerie

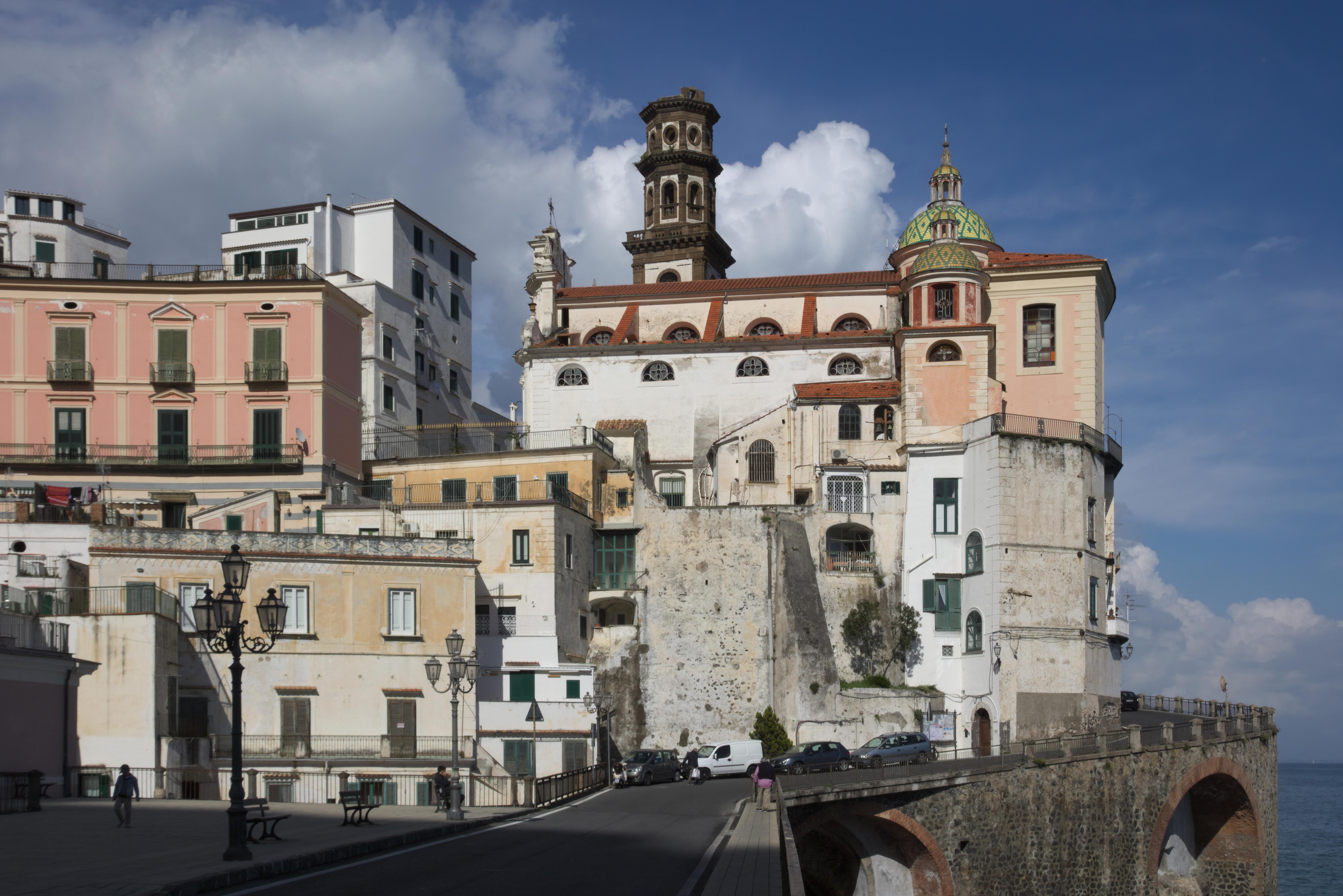
Le bourg avec, au fond, la cathédrale.
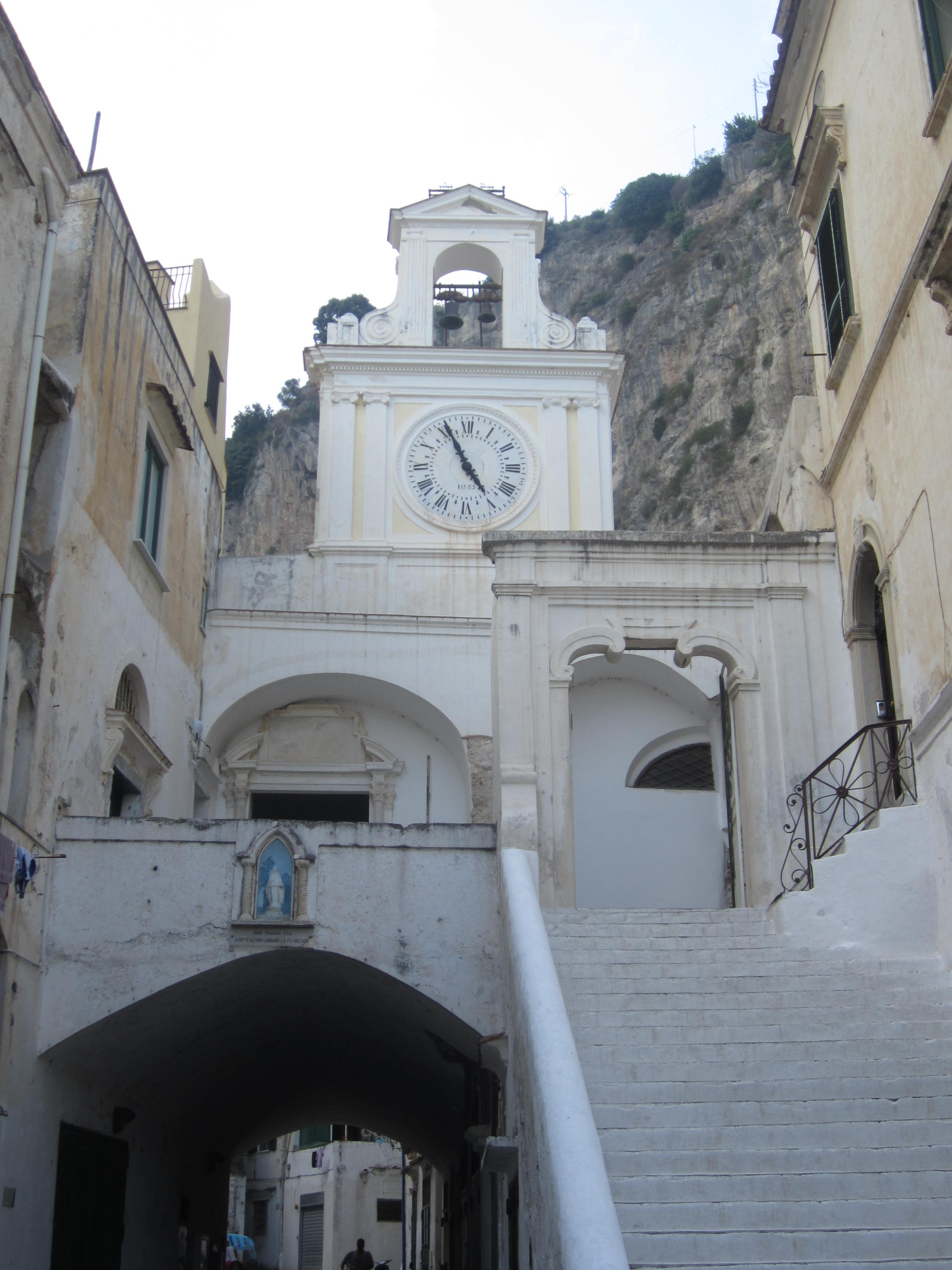
Église San Salvatore.
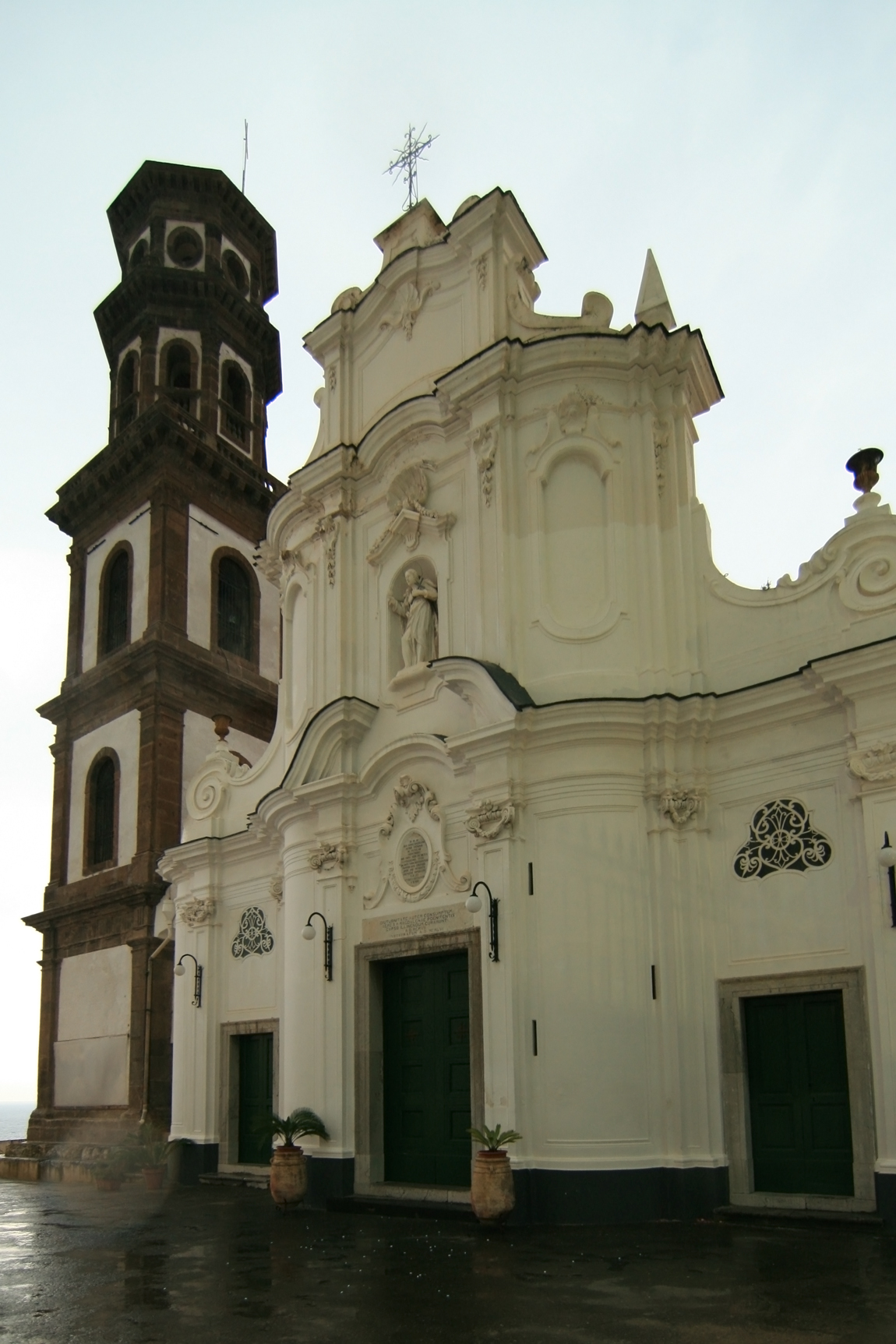
Cathédrale.
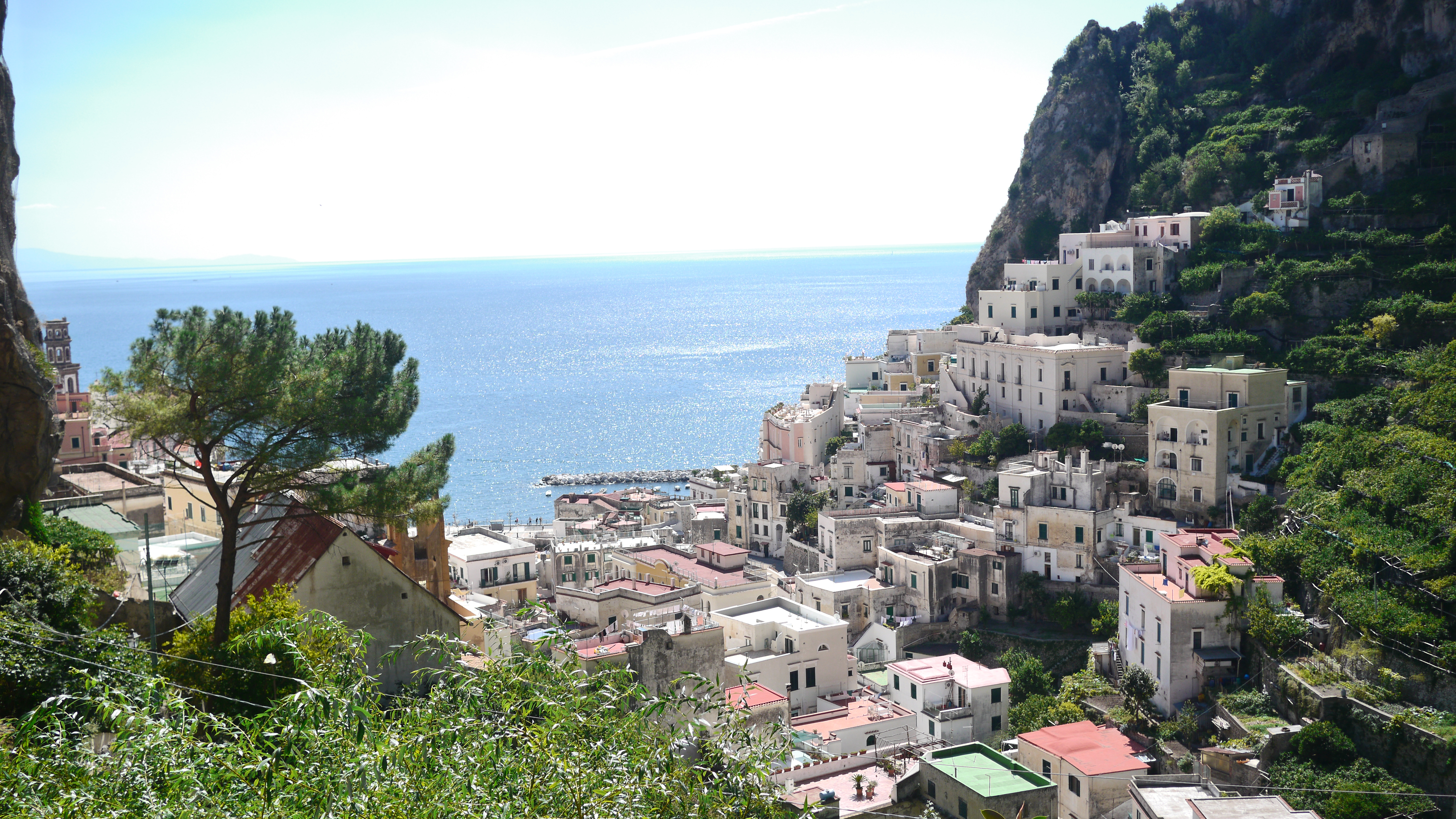
Vue du bourg.
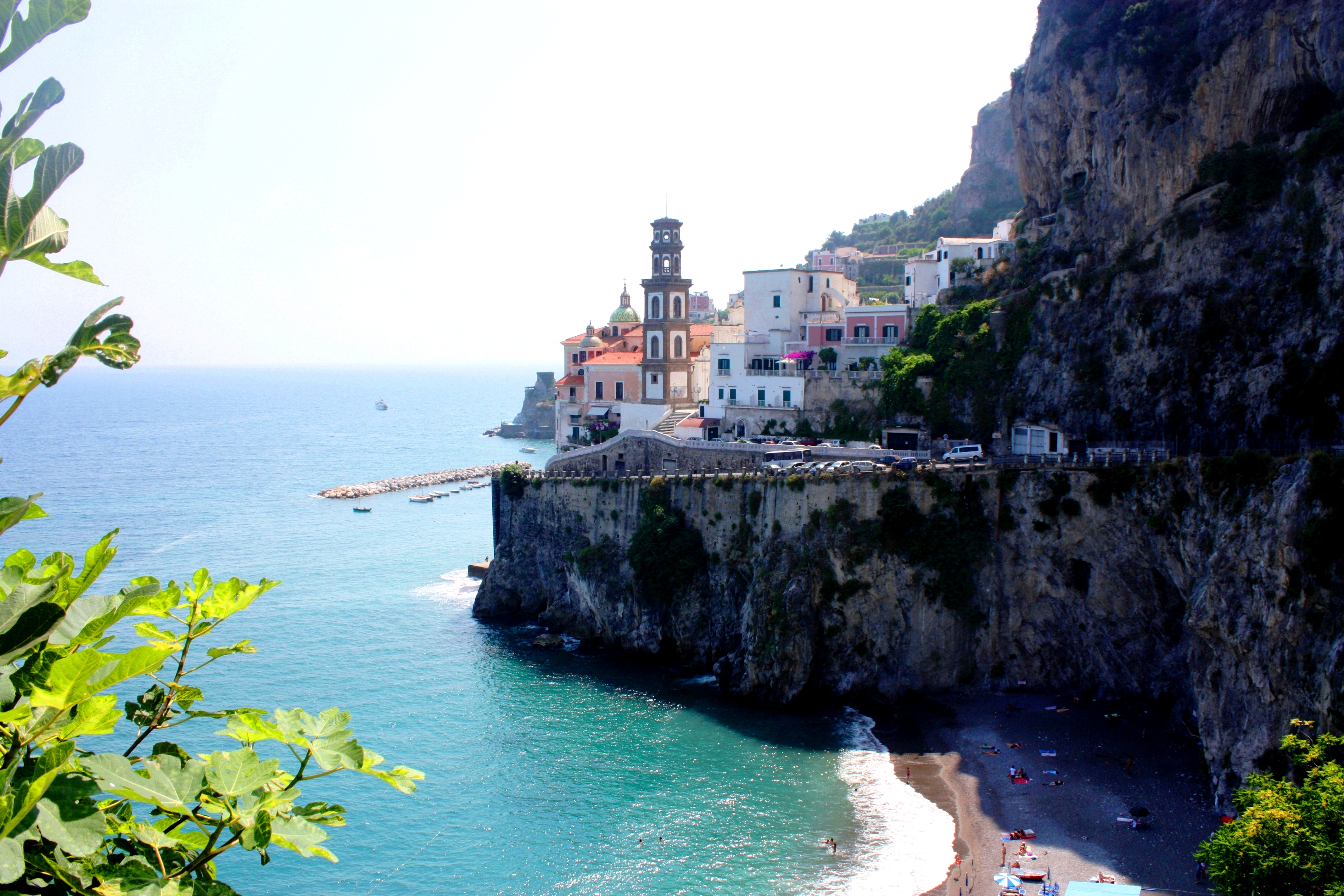
Panorama, de la corniche.
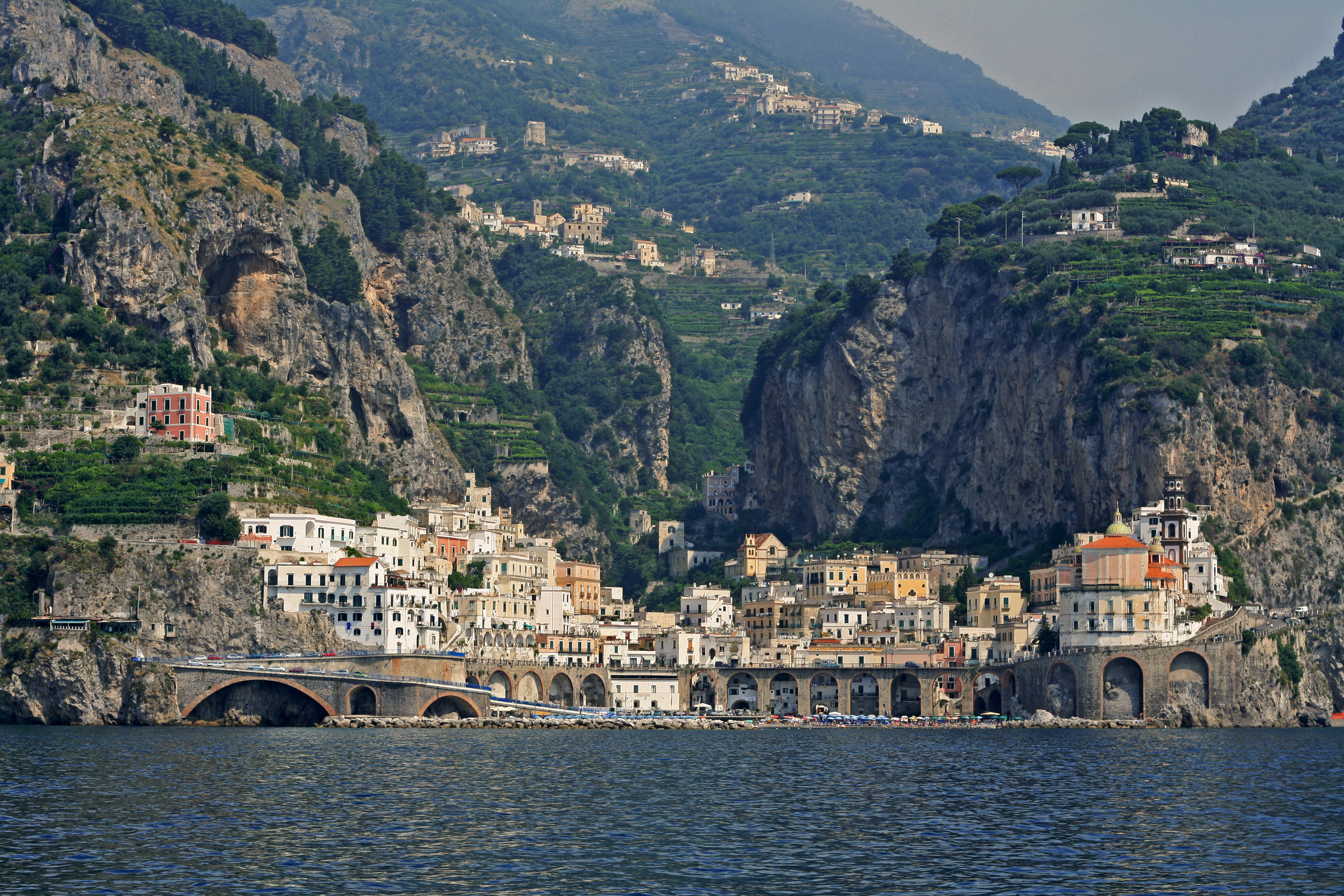
Vue de la mer.